# Brun sandspringer
Brun sandspringer (latin: Cicindela hybrida) er en 12-16 millimeter lang, slank bille i underfamilien sandspringere blandt løbebillerne. Den er vidt udbredt i Danmark på tør og sandet jordbund. Det er et rovdyr, der lever af andre insekter. Larven lever i et 20-40 centimeter dybt rør i sandet, hvor den venter på byttet.

## Udseende
Imago af brun sandspringer har en mørk bronzebrun overside, nogle gange med et grønligt skær. Den er spættet med tre par hvidlige eller gule pletter på vingedækket. Ved det øverste af hvert hjørne er der en gul skulderplet. Vingedækket har en kornet struktur. Ved skulderen har arten en halvmåneformet gul plet, som lettest ses fra siden. Benene er bronzefarvede med grøn eller rød metalglans, totalt dækket af hvide hår. Dens kindbakker har et hak cirka ved midten. Brun sandspringers totale længde er 12-16 mm. Arten kan forveksles med arten Cicindela maritima (klitsandspringer), men C. maritima har i modsætning til C. hybrida et lodret fald på den gule plet på forvingen samt en behåret pande. Det har C. hybrida ikke. Generelt er der i Danmark størst sandsynlighed for at finde C. hybrida, da denne art er langt mere almindelig og udbredt end C. maritima.

## Levested
Arten lever på tørre overdrev eller heder, og er på varme dage meget aktiv. Heder og overdrev er naturtyper, som generelt er under pres i Danmark, både pga. opdyrkning og tilførsel af luftbåren kvælstof. På trods af det ser brun sandspringer stadig ud til at være udbredt i det meste af Danmark, specielt i Jylland, hvor forholdene tillader det.

## Udbredelse
Brun sandspringer er sammen med grøn sandspringer (Cicindela campestris) den mest udbredte sandspringer i Danmark. Den er tidligere fundet overalt i Danmark, men ikke kendt fra Lolland, Falster og Møn efter 1960. Dog er der på hjemmesiden fugleognatur.dk en observation af arten fra Ulfshale på Møn. Denne observation er bare ikke kvalitetssikret af Entomologisk Forening endnu.

### Flyvetid
Cicindela hybrida træffes hyppist i tidsrummet fra marts – oktober.

## Underarter
Hos C. hybrida er der beskrevet følgende underarter.
- Cicindela hybrida sahlbergi, Fisher 1823
- Cicindela hybrida przewalskii, Roeschke 1891
- Cicindela hybrida rumelica, Apfelbeck 1904
- Cicindela hybrida lagunensis, Gautier 1872
- Cicindela hybrida iberica, Mandl 1935
- Cicindela hybrida lusitanica, Mandl 1935
- Cicindela hybrida tokatensis, Motschulsky 1859
- Cicindela hybrida transdanubialis, Csiki 1946
- Cicindela hybrida subriparia, Mandl 1935
- Cicindela hybrida pseudoriparia, Mandl 1935
- Cicindela hybrida riparioides, Korell 1965
- Cicindela hybrida transversalis, Dejean 1822
- Cicindela hybrida magyarica, Roeschke, 1891
- Cicindela hybrida albanica, Apfelbeck 1909
- Cicindela hybrida monticola, Menetries 1832
- Cicindela hybrida silvaticoides, W. Horn 1937
- (Cicindela hybrida kozhantschikovi, Lutsnik 1924 nu Cicindela kozhantschikovi)[5]

## Galleri
- Illustration af de fire pletter på vingedækket af C. hybrida: 
A. Den gule skulderplet, 
B. Den halvmåneformede plet. 
C. Den skrå midterplet.
- Brun sandspringer